# Alexandr Rumjancev (rychlobruslař)
Alexandr Vadimovič Rumjancev (rusky Александр Вадимович Румянцев; * 5. prosince 1986 Archangelsk, Ruská SFSR, Sovětský svaz) je ruský rychlobruslař.

## Kariéra
Ve Světovém poháru se poprvé představil v roce 2007, pravidelně v něm začal nastupovat až o dva roky později. Na Zimních olympijských hrách 2010 skončil v závodě na 10 km na 13. místě, na poloviční distanci byl diskvalifikován. Zúčastnil se také ZOH 2014, kde byl původně jedenáctý na trati 5000 m a šestý ve stíhacím závodě družstev. Na Mistrovství světa na jednotlivých tratích 2015 byl v desetikilometrovém závodě pátý. Z Mistrovství Evropy 2018 si přivezl stříbrné medaile z tratě 5000 m a ze stíhacího závodu družstev. Na MS 2019 vybojoval s ruským týmem ve stíhacím závodě družstev bronz. V sezóně 2018/2019 zvítězil v celkovém hodnocení Světového poháru v závodech na dlouhých tratích 5000 m / 10 000 m. Na ME 2020 získal stříbrnou medaili ve stíhacím závodě družstev a ze světového šampionátu 2021 si přivezl bronz z tratě 10 km. Startoval na ZOH 2022 (5000 m – 6. místo, 10 000 m – 5. místo).
V listopadu 2017 Mezinárodní olympijský výbor oznámil, že na ZOH v Soči byl součástí ruského dopingového skandálu. V obou závodech, které tam absolvoval, byl zpětně diskvalifikován, a byl doživotně vyloučen z olympijských her. Po hromadném odvolání ruských sportovců byla na začátku února 2018 jeho diskvalifikace a vyloučení z OH Mezinárodní sportovní arbitráží kvůli nedostatku důkazů zrušena.